# Stazione di Scuol-Tarasp
La stazione di Scuol-Tarasp è il capolinea orientale della ferrovia dell'Engadina, gestita dalla Ferrovia Retica.
È posta nel centro abitato di Scuol, e serve anche la limitrofa frazione di Tarasp.

## Storia
La stazione entrò in funzione nel 1913 al completamento della linea dell'Engadina della Ferrovia Retica.
La stazione fu realizzata con una configurazione passante, in previsione del prolungamento (mai realizzato) della ferrovia fino a Tösens. Inizialmente il prolungamento doveva essere a Nauders con una linea di circa 31 km, successivamente si decise di farlo a Pfunds, ma il progetto venne ulteriormente dettagliato nel 1909 spostando il prolungamento a scartamento metrico per la Svizzera da Pfunds a Tösens.